# Drei Quellen und drei Bestandteile des Marxismus
Die drei Quellen und drei Bestandteile des Marxismus (russisch: Три источника и три составных части марксизма) ist ein Artikel des russischen Revolutionärs Wladimir Lenin, der 1913 veröffentlicht wurde. Der Artikel war dem dreißigsten Jahrestag des Todes von Karl Marx gewidmet.

## Wichtigste Punkte
In Die drei Quellen und drei Bestandteile des Marxismus wendet sich Lenin gegen diejenigen, die den Marxismus als eine Art „verderbliche Sekte“ betrachten. Indem er diese Vorwürfe zurückweist, betont Lenin auf jede erdenkliche Weise, dass der Marxismus als natürliches Ergebnis der gesamten vorangegangenen Geschichte entstanden ist.
 Die Geschichte der Philosophie und die Geschichte der Sozialwissenschaft zeigen mit aller Deutlichkeit, daß der Marxismus nichts enthält, was einem „Sektierertum“ im Sinne irgendeiner abgekapselten, verknöcherten Lehre ähnlich wäre, die abseits von der Heerstraße der Weltzivilisation entstanden ist.

Lenin vertritt die Auffassung, dass der Marxismus im Gegenteil eine konsequente Theorie ist, die aus der Verarbeitung, kritischen Neuinterpretation und schöpferischen Weiterentwicklung des Besten, was das menschliche Denken im 19. Jahrhundert entwickelte, entstand. Lenin zufolge sind die theoretischen Quellen des Marxismus, die klassische deutsche Philosophie, die klassische englische politische Ökonomie, der französische utopische Sozialismus und der französische Materialismus. Die direkten Vorgänger, die den größten Einfluss auf die philosophischen Ansichten von Marx und Engels hatten, waren Hegel und Feuerbach. In abgewandelter Form wurden Hegels dialektische Ideen die philosophische Quelle der materialistischen Dialektik. In ihrer Kritik an Hegels idealistischen Ansichten stützten sich Marx und Engels auf die gesamte materialistische Tradition, vor allem auf den Materialismus Feuerbachs. Der dialektische Materialismus ist das Ergebnis einer radikalen schöpferischen Umgestaltung der Systeme Hegels und Feuerbachs auf der Grundlage einer neuen Interpretation der sozialen und natürlichen Wirklichkeit:
Marx, der den philosophischen Materialismus vertiefte und entwickelte, führte ihn zu Ende und dehnte dessen Erkenntnis der Natur auf die Erkenntnis der menschlichen Gesellschaft aus. Der historische Materialismus von Marx war eine gewaltige Errungenschaft des wissenschaftlichen Denkens.
Die Ideen der herausragenden englischen Ökonomen Adam Smith (1723–1790) und David Ricardo (1772–1823), die die Grundlagen der ökonomischen Anatomie der bürgerlichen Gesellschaft legten und die Arbeitswerttheorie begründeten, halfen Marx und Engels, die Sozialphilosophie des historischen Materialismus zu entwickeln.

## Einflussnahme
In der UdSSR war Lenins Artikel „Die drei Quellen und die drei Bestandteile des Marxismus“, der eine prägnante Darstellung des Wesens und des Ursprungs des Marxismus bietet, nicht nur für die Studenten der höheren Bildungseinrichtungen, sondern auch für die Schüler der Oberstufe Pflichtlektüre. (Zitat erforderlich) ein besonderes Zitat: „Die marxistische Lehre ist allmächtig, weil sie wahr ist“ (russisch: „Учение Маркса всесильно, потому что оно верно“), wurde sowohl in der sowjetischen Propaganda als auch in der pädagogischen Literatur als Motto verwendet.